# Nick Castle
Nicholas Charles (Nick) Castle jr. (Los Angeles, 21 september 1947) is een Amerikaans filmregisseur, scenarist en acteur.
Hij heeft door de jaren heen veel samengewerkt met John Carpenter. Hij werkte in zijn studententijd als cameraman mee aan The Resurrection of Broncho Billy, een film waarmee Carpenter een Oscar won. Castle was een van de acteurs die de rol van Michael Myers speelden in de door Carpenter geregisseerde horrorfilm Halloween. In 1982 debuteerde hij als filmregisseur met de thriller Tag: The Assassination Game. In 1987 was Castle genomineerd voor een Saturn Award voor zijn scenario van The Boy Who Could Fly, maar die prijs ging uiteindelijk naar James Cameron voor diens sciencefictionfilm Aliens.

## Filmografie (selectie)
Als acteur
- Dark Star (1974), buitenaards wezen, niet op titelrol vermeld
- Halloween (1978), Michael Myers
- The Boy Who Could Fly (1986), The Coupe De Villes
- Halloween (2018), Michael Myers
- Halloween Kills (2021), Michael Myers
- Halloween Ends (2022), Michael Myers

Als regisseur
- Tag: The Assassination Game (1982)
- The Last Starfighter (1984)
- The Boy Who Could Fly (1986)
- Tap (1989)
- Dennis the Menace (1993)
- Major Payne (1995)
- Mr. Wrong (1996)
- Delivering Milo (2001)
- The Seat Filler (2004)
- Connors' War (2006)

#### Als scenarioschrijver
- Skatetown USA (1979)
- Escape from New York (1981)
- TAG: The Assassination Game (1982)
- The Boy Who Could Fly (1986)
- Tap (1989)
- August Rush (2007)